# Bridging Mode
Wireless Bridging wurde mit der Spezifikation IEEE 802.11c standardisiert. IEEE 802.11c aus dem Jahr 1998 wurde zwischenzeitlich mehrfach ersetzt, zuletzt durch IEEE 802.1Q-2022 aus dem Jahr 2022, welcher die Grundlagen von IEEE 802.11 nur kurz behandelt.
Wireless Bridging dient der drahtlosen Kopplung zweier Netzwerk-Topologien über WLAN. Im Bridging besteht zwischen zwei Access Points eine dedizierte Funkverbindung. Die Identifikation der Gegenstelle erfolgt über die MAC-Adresse. Anmeldeversuche gewöhnlicher drahtloser Endgeräte werden verweigert (im Gegensatz zum Repeating Mode). Diese Technik wird heute meist über das Wireless Distribution System (WDS) verwirklicht.
Im Gegensatz zum Client Mode baut der Bridging Mode eine Punkt-zu-Punkt-Verbindung zwischen zwei Access Points auf, während ein Access Point im Client Mode sich wie jedes andere Endgerät in ein vorhandenes WLAN einbuchen kann.